# مايك برودور
مايك برودور هو لاعب هوكي جليد كندي، ولد في 30 مارس 1983 في كالغاري في كندا.

## وصلات خارجية
- مايك برودور على موقع دوري الهوكي الوطني (الإنجليزية)
- مايك برودور على موقع قاعة مشاهير الهوكي (لاعب أن.إتش.أل) (الإنجليزية)
- مايك برودور على موقع EliteProspects.com (الإنجليزية)
- مايك برودور على موقع HockeyDB.com (الإنجليزية)
- مايك برودور على موقع Hockey-Reference.com (الإنجليزية)